# Пак Сонхун (певец)
Пак Сонху́н (кор. 박성훈, 朴成訓; род. 8 декабря 2002, Намянджу, Кёнгидо) — южнокорейский певец, ведущий и бывший фигурист. Является участником бой-бэнда Enhypen.

## Биография

### Детство
Пак Сонхун родился 8 декабря 2002 года в Намянджу, провинция Кёнгидо. У него есть младшая сестра Пак Йеджи (кор. 박예지; род. 2007).

### Фигурное катание
Сонхун является золотым призёром среди новичков (2015) и серебряным призёром среди юниоров (2016, 2017) на Кубке Азии по фигурному катанию, а также золотым призёром среди новичков (2015) на кубке Ломбардии. Сонхун также выиграл серебряные медали в соревнованиях новичков (2013) и юниоров (2014) на чемпионате Южной Кореи по фигурному катанию.
В сезоне 2018—2019 годов Сонхун начал участвовать в соревнованиях старших возрастных категорий. Он выступал в двух соревнованиях серии ISU Challenger, Asian Figure Skating Trophy и Alpen Trophy. С 2020 года был кандидатом в национальную сборную Южной Кореи по фигурному катанию, вплоть до своего дебюта в Enhypen.

### Музыкальная карьера
В июне 2020 года Сонхун стал участником реалити-шоу I-Land, созданного Mnet и Belift Lab, совместным предприятием CJ E&M и Hybe Corporation. По словам Сонхуна, изначально он не хотел становиться артистом, а надеялся, что участие в танцевальной группе улучшит его навыки фигуриста. Однако после знакомства со звёздными участниками группы BTS и другими конкурсантами он «влюбился в K-pop и загорелся желанием стать идолом». В финале шоу Сонхун занял шестое место в зрительском голосовании и попал в состав группы победителей Enhypen. Группа официально дебютировала 30 ноября 2020 года.
В сентябре 2021 года Пак Сонхун вместе с Чан Вон Ён стали новыми ведущими южнокорейской телевизионной программы Music Bank.

## Результаты соревнований
| Результат                      | Результат     | Результат     | Результат     | Результат     | Результат     | Результат     | Результат     | Результат     |
| Международные                  | Международные | Международные | Международные | Международные | Международные | Международные | Международные | Международные |
| Ивент                          | 2012—2013     | 2013—2014     | 2014—2015     | 2015—2016     | 2016—2017     | 2017—2018     | 2018—2019     | 2019—2020     |
| ------------------------------ | ------------- | ------------- | ------------- | ------------- | ------------- | ------------- | ------------- | ------------- |
| CS Alpen Trophy                |               |               |               |               |               |               | 21            |               |
| CS Asian Open                  |               |               |               |               |               |               | 7             |               |
| Международные: Юниоры, новички |               |               |               |               |               |               |               |               |
| JGP Эстония                    |               |               |               |               | 15            |               |               |               |
| JGP Польша                     |               |               |               |               |               | 16            |               |               |
| Asian Trophy                   |               | 3 (Н)         |               | 1 (Н)         | 2 (Н)         | 2 (Ю)         |               |               |
| Кубок Ломбардии                |               |               |               | 1 (Н)         |               |               |               |               |
| Национальные                   |               |               |               |               |               |               |               |               |
| Южная Корея                    | 2 (Н)         | 2 (Ю)         | 8             | 7             | 7             | 8             | 8             | 7             |
| Уровни: Ю = Юниор; Н = Новичок |               |               |               |               |               |               |               |               |

## Фильмография

### Телевизионные шоу
| Год       | Название      | Телеканал | Роль                                  |        |
| --------- | ------------- | --------- | ------------------------------------- | ------ |
| 2020      | I-Land        | Mnet      | Участник                              | [ 2 ]  |
| 2021—2022 | Music Bank    | KBS2      | Ведущий с Чан Вон Ён                  |        |
| 2021      | Song Festival | KBS       | Ведущий с Арин, Субином, и Чан Вон Ён | [ 15 ] |
| 2021      | Peng Giant TV | EBS 1 TV  | Гость                                 |        |
| 2021      | Show Champion | MBC       | Специальный ведущий                   |        |
| 2022      | Mimicus       |           | камео (роль самого себя)              |        |

## Награды и номинации
| Церемония                | Год  | Категория                                   | Номинация  | Результат | Ссылка |
| ------------------------ | ---- | ------------------------------------------- | ---------- | --------- | ------ |
| KBS Entertainment Awards | 2021 | Лучшая пара соведущих (вместе с Чан Вон Ён) | Music Bank | Победа    | [ 16 ] |
| KBS Entertainment Awards | 2021 | Премия новичка в категории Шоу              | Music Bank | Номинация | [ 17 ] |